# Liberala folkpartiet
Liberala folkpartiet (finska: Liberaalinen kansanpuolue) var ett politiskt parti i Finland. Partiet grundades 1965 genom att de två partierna Finska folkpartiet och De Frisinnades Förbund gick samman. Det var representerat i riksdagen fram till 1995. Partiet bytte namn till Liberalerna (finska: Liberaalit) år 2000 och lades ner år 2011 med förhoppningar om fortsatt verksamhet som tankesmedja.

## Valresultat
| Val  | Andel av röster (%) | Ref   |
| ---- | ------------------- | ----- |
| 1987 | 1,0 procent         | [ 2 ] |
| 1991 | 0,8 procent         | [ 2 ] |
| 1995 | 0,6 procent         | [ 2 ] |
| 1999 | 0,2 procent         | [ 2 ] |
| 2003 | 0,3 procent         | [ 2 ] |
| 2007 | 0,1 procent         | [ 2 ] |

| Val  | Andel av röster (%) | Antal platser | Ref   |
| ---- | ------------------- | ------------- | ----- |
| 1976 | 4,8 procent         | 328 / 12 739  | [ 3 ] |
| 1980 | 3,2 procent         | 203 / 12 777  | [ 3 ] |
| 1988 | 1,1 procent         | 62 / 12 842   | [ 3 ] |
| 1992 | 1,0 procent         | 49 / 12 571   | [ 3 ] |
| 1996 | 0,4 procent         | 25 / 12 482   | [ 3 ] |
| 2004 | 0,0 procent         | 1 / 11 966    | [ 3 ] |

| Val  | Andel av röster (%) | Ref   |
| ---- | ------------------- | ----- |
| 1996 | 0,4 procent         | [ 4 ] |
| 2004 | 0,2 procent         | [ 4 ] |